# Solentiname
El archipiélago de Solentiname es un grupo de 36 islas e islotes de varios tamaños con una superficie de tierra firme de 4020 hectáreas y su elevación oscila entre los 30 y 250 metros sobre el nivel del mar, situado en el extremo sureste del Gran Lago de Nicaragua o Cocibolca, administrativamente pertenece al municipio de San Carlos del departamento de Río San Juan en Nicaragua.
El archipiélago es parte de la Depresión Nicaragüense que se originó en el periodo terciario y es valorado por su altísima riqueza natural, cultural e histórica, siendo declarado área protegida, en la categoría de Monumento Nacional conforme el Decreto n.º 527 y mediante la Resolución n.º 6699 del Ministerio del Ambiente y Recursos Naturales (MARENA).

## Islas principales
El archipiélago consta de 36 islas e islotes de diverso tamaño con una superficie total de 190 km². Las principales islas debido a su tamaño y número de pobladores son la isla Mancarrón, isla Mancarroncito, isla "San Fernando" e isla "La Venada".
En cada una de las dos últimas islas se erigen, respectivamente, los Monumentos Memoriales a Elvis Chavarría y Donald Guevara, jóvenes guerrilleros originarios del archipiélago que fueron capturados, torturados y masacrados junto con Ernesto "Chato" Medrano (costarricense) y Roberto Pichardo, después de su participación en el Asalto al Cuartel San Carlos el 13 de octubre de 1977. Sus restos fueron localizados y exhumados dos años después en la ribera del río Frio.

## Economía
Las principales actividades económicas son la agricultura, pesca artesanal, pintura primitivista y artesanía. En sus aguas se encuentran tiburones de agua dulce, se pensaba que esta especie era endémica del lago; sin embargo, se determinó que los tiburones pertenecen a la especie Carcharhinus leucas. Otras especies marinas que habitan tanto el lago como el río San Juan, incluyen: peces sierra y sábalo real (Megalops atlanticus). 
La vegetación consiste en bosque de transición del trópico húmedo al trópico seco. La precipitación anual oscila entre 1400 y 1800 mm, concentrándose las precipitaciones entre mayo y diciembre. La temperatura promedio anual es de 26 °C.
Al igual que otras islas del lago (archipiélago de Zapatera o la isla de Ometepe), el archipiélago fue el solar de una cultura precolombina de la que aún pueden observarse una gran cantidad de petroglifos, con figuras de pájaros, monos o personas.
Gracias al impulso del poeta Ernesto Cardenal, el archipiélago de Solentiname se ha convertido en residencia de numerosos artistas y sede de un movimiento pictórico primitivista de características propias.